# Puerto Magico Open 2023 - Doppio
Gijs Brouwer e Reese Stalder erano i detentori del titolo ma solo Stalder ha deciso di difendere il titolo in coppia con Evan King.
In finale Robert Galloway e Miguel Ángel Reyes Varela hanno sconfitto André Göransson e Ben McLachlan che si sono ritirati sul punteggio di 3–0.

## Teste di serie
1. Sadio Doumbia /  Fabien Reboul (semifinale)
2. Nicolás Barrientos /  Ariel Behar (quarti di finale)

1. André Göransson /  Ben McLachlan (finale, ritirati)
2. Robert Galloway /  Miguel Ángel Reyes Varela (campioni)

## Wildcard
1. Luc Fomba /  Rodrigo Pacheco Méndez (primo turno)

1. Daniel Moreno /  Benoît Paire (quarti di finale)

## Tabellone

### Legenda
| - Q = Qualificato - WC = Wild card - LL = Lucky loser | - ALT = Alternate - SE = Special Exempt - PR = Protected Ranking | - w/o = Walkover - r = Ritirato - d = Squalificato |

|  | Primo turno | Primo turno                | Primo turno             | Primo turno | Primo turno |  |  | Quarti di finale | Quarti di finale           | Quarti di finale           | Quarti di finale           | Quarti di finale           |      |   | Semifinali | Semifinali                                | Semifinali                                | Semifinali                                | Semifinali                    |                               |    | Finale | Finale | Finale | Finale | Finale |  |
|  |             |                            |                         |             |             |  |  |                  |                            |                            |                            |                            |      |   |            |                                           |                                           |                                           |                               |                               |    |        |        |        |        |        |  |
|  | 1           | S Doumbia F Reboul         | 1                       | 7           | [10]        |  |  |                  |                            |                            |                            |                            |      |   |            |                                           |                                           |                                           |                               |                               |    |        |        |        |        |        |  |
|  |             | G Andreozzi G Durán        | 6                       | 5           | [6]         |  |  | 1                | S Doumbia F Reboul         | 65                         | 7                          | [10]                       |      |   |            |                                           |                                           |                                           |                               |                               |    |        |        |        |        |        |  |
|  |             | H Hach Verdugo N Mahut     | H Hach Verdugo N Mahut  | 7           | 6           |  |  |                  | H Hach Verdugo N Mahut     | 7                          | 63                         | [7]                        |      |   |            |                                           |                                           |                                           |                               |                               |    |        |        |        |        |        |  |
|  |             | S-c Hong J-s Nam           | S-c Hong J-s Nam        | 63          | 3           |  |  |                  |                            |                            |                            |                            |      |   | 1          | S Doumbia F Reboul                        | S Doumbia F Reboul                        | 2                                         | 4                             |                               |    |        |        |        |        |        |  |
|  | 4           | R Galloway MÁ Reyes Varela | 6                       | 3           | [10]        |  |  |                  |                            | 4                          | R Galloway MÁ Reyes Varela | R Galloway MÁ Reyes Varela | 6    | 6 |            |                                           |                                           |                                           |                               |                               |    |        |        |        |        |        |  |
|  | WC          | L Fomba R Pacheco Méndez   | 1                       | 6           | [6]         |  |  | 4                | R Galloway MÁ Reyes Varela | R Galloway MÁ Reyes Varela | 7                          | 7                          |      |   |            |                                           |                                           |                                           |                               |                               |    |        |        |        |        |        |  |
|  |             | B Arias F Zeballos         | 7                       | 4           | [10]        |  |  |                  | B Arias F Zeballos         | B Arias F Zeballos         | 5                          | 63                         |      |   |            |                                           |                                           |                                           |                               |                               |    |        |        |        |        |        |  |
|  |             | A Lawson K Smith           | 63                      | 6           | [5]         |  |  |                  |                            |                            |                            |                            |      |   | 4          | Robert Galloway Miguel Ángel Reyes Varela | Robert Galloway Miguel Ángel Reyes Varela | Robert Galloway Miguel Ángel Reyes Varela | 3                             |                               |    |        |        |        |        |        |  |
|  |             | J Choinski N Mejía         | J Choinski N Mejía      | 4           | 2           |  |  |                  |                            |                            |                            |                            |      |   |            |                                           | 3                                         | André Göransson Ben McLachlan             | André Göransson Ben McLachlan | André Göransson Ben McLachlan | 0r |        |        |        |        |        |  |
|  | WC          | D Moreno B Paire           | D Moreno B Paire        | 6           | 6           |  |  | WC               | D Moreno B Paire           | D Moreno B Paire           | 4                          | 3                          |      |   |            |                                           |                                           |                                           |                               |                               |    |        |        |        |        |        |  |
|  |             | E King R Stalder           | E King R Stalder        | 5           | 5           |  |  | 3                | A Göransson B McLachlan    | A Göransson B McLachlan    | 6                          | 6                          |      |   |            |                                           |                                           |                                           |                               |                               |    |        |        |        |        |        |  |
|  | 3           | A Göransson B McLachlan    | A Göransson B McLachlan | 7           | 7           |  |  |                  |                            |                            |                            |                            |      |   | 3          | A Göransson B McLachlan                   | A Göransson B McLachlan                   | 7                                         | 6                             |                               |    |        |        |        |        |        |  |
|  |             | JP Ficovich F Mena         | JP Ficovich F Mena      | 4           | 4           |  |  |                  |                            |                            | A Harris C Harrison        | A Harris C Harrison        | 6(1) | 2 |            |                                           |                                           |                                           |                               |                               |    |        |        |        |        |        |  |
|  |             | A Harris C Harrison        | A Harris C Harrison     | 6           | 6           |  |  |                  | A Harris C Harrison        | 6                          | 2                          | [12]                       |      |   |            |                                           |                                           |                                           |                               |                               |    |        |        |        |        |        |  |
|  |             | W Blumberg LD Martínez     | 7                       | 65          | [6]         |  |  | 2                | N Barrientos A Behar       | 3                          | 6                          | [10]                       |      |   |            |                                           |                                           |                                           |                               |                               |    |        |        |        |        |        |  |
|  | 2           | N Barrientos A Behar       | 64                      | 7           | [10]        |  |  |                  |                            |                            |                            |                            |      |   |            |                                           |                                           |                                           |                               |                               |    |        |        |        |        |        |  |